# Каршије
Каршије (рум. Cârșie) је насеље у општини Сикевица, округ Караш-Северин у Румунији. Према попису из 2011. године у насељу је било 49 становника. Налази се на надморској висини од 307 м.

## Становништво
Према попису становништва из 2002. године у насељу је живело 58 становника. Већинско становништво су били Румуни којих је било 98,3%. 
| Етнички састав према попису из 2002. године‍ | Етнички састав према попису из 2002. године‍ | Етнички састав према попису из 2002. године‍ | Етнички састав према попису из 2002. године‍ | Етнички састав према попису из 2002. године‍ |
| ------------------------------------------- | ------------------------------------------- | ------------------------------------------- | ------------------------------------------- | ------------------------------------------- |
|                                             |                                             |                                             |                                             |                                             |
| Румуни                                      | Румуни                                      |                                             | 57                                          | 98,3%                                       |
| непознато                                   | непознато                                   |                                             | 1                                           | 1,7%                                        |